# L'Invasion des morts-vivants
Pour plus de détails, voir Fiche technique et Distribution.
L’Invasion des morts-vivants (The Plague of the Zombies) est un film britannique réalisé par John Gilling, sorti en 1966.

## Synopsis
Dans un petit village des Cornouailles, de nombreuses morts inexpliquées attirent l’attention du professeur Forbes, qui vient accompagné de sa fille Sylvia. Venant en aide au docteur du village, ils découvrent le comportement renfermé des habitants et font la connaissance d’un mystérieux châtelain, Lord Hamilton.

## Fiche technique
- Titre : L'Invasion des morts-vivants
- Titre original : The Plague of the Zombies
- Titre alternatif (en diffusion VHS) : La Malédiction des morts-vivants
- Réalisation : John Gilling
- Scénario : Peter Bryan
- Musique : James Bernard
- Photographie : Arthur Grant
- Montage : James Needs
- Décors : Bernard Robinson
- Production : Anthony Nelson Keys
- Société de production : Hammer Film Productions
- Pays d'origine :  Royaume-Uni
- Format : couleur — 1,85:1 — mono — 35 mm
- Genre : horreur
- Durée : 86 minutes
- Dates de sortie :
  - Royaume-Uni : 9 janvier 1966
  - France : 28 septembre 1966

## Distribution
- André Morell  (V.F : Stéphane Audel) : Dr. James Forbes
- Diane Clare (V.F : Joelle Janin) : Sylvia Forbes
- John Carson  (V.F : François Chaumette) : Clive Hamilton
- Brooks Williams (V.F : Jacques Deschamps) : Dr. Peter Tompson
- Jacqueline Pearce  (V.F : Janine Freson) : Alice Mary Tompson
- Michael Ripper  (V.F : Albert Augier) : Sergent Jack Swift
- Alexander Davion (V.F : Marc De Georgi) : Denver
- Roy Royston  (V.F : Henri Crémieux) :Le révérend

## Autour du film
- Le film fut la seule incursion du studio Hammer dans le thème des morts-vivants.
- Le film fut tourné bout à bout avec La Femme reptile, autre film de John Gilling pour la Hammer Film, dans les mêmes décors : on retrouve le village et le château (qui avait aussi servi de lieu principal pour Le Cauchemar de Dracula et Dracula, prince des ténèbres).
- Tout au long du film, on remarque une figure visuelle récurrente : la roue (surtout aux abords de la mine abandonnée). Elle signifie le cycle éternel de la vie, de la naissance à la mort et ainsi de suite, illustrant bien le thème du zombie, qui parcourt ce cycle sans fin.

## DVD (France)
Le film est sorti sur le support DVD dans la collection Les Trésors de la Hammer :
- L'Invasion des morts-vivants (DVD-9 Keep Case) sorti le 5 octobre 2005 édité par Metropolitan Vidéo et distribué par Seven7. Le ratio écran est en 1.77:1 panoramique 16:9. L'audio est en Français et Anglais 2.0 mono Dolby Digital avec présence de sous-titres français. En supplément la bande annonce d'époque et un documentaire sur le bestiaire fantastique (25' VOST). Il s'agit d'une édition Zone 2 Pal[1].